# 3836 Lem
3836 Lem è un asteroide della fascia principale. Scoperto nel 1979, presenta un'orbita caratterizzata da un semiasse maggiore pari a 2,2387780 au e da un'eccentricità di 0,1459476, inclinata di 2,03618° rispetto all'eclittica.
L'asteroide è dedicato allo scrittore polacco Stanisław Lem.